# Tournon-Saint-Martin
Tournon-Saint-Martin é uma comuna francesa na região administrativa do Centro, no departamento Indre. Estende-se por uma área de 25,92 km². Em 2010 a comuna tinha 1 170 habitantes (densidade: 45,1 hab./km²).